# 荊州 (成漢)
荊州是五胡十六国中成汉的州。
玉衡元年（311年），成汉在江阳郡（治所在四川省泸州市江阳区）设置荊州，玉衡二年（312年），巴郡（治所在今重庆市渝中区）属荊州，玉衡四年（314年），涪陵郡（治所在今重庆市彭水县）属荊州，玉衡二十年（330年），巴东郡（治所在今重庆市奉节县东）、建平郡（治所在今重庆市巫山县）一度属荊州，汉兴元年（338年），荊州改治江州县（今重庆市渝中区），平夷郡（治所在今贵州省毕节市七星关区东）、南广郡（治所在今四川省宜宾市筠连县、云南省昭通市盐津县）属荊州。东晋灭成汉，废除成汉荊州。